# 坦佩雷理工大学

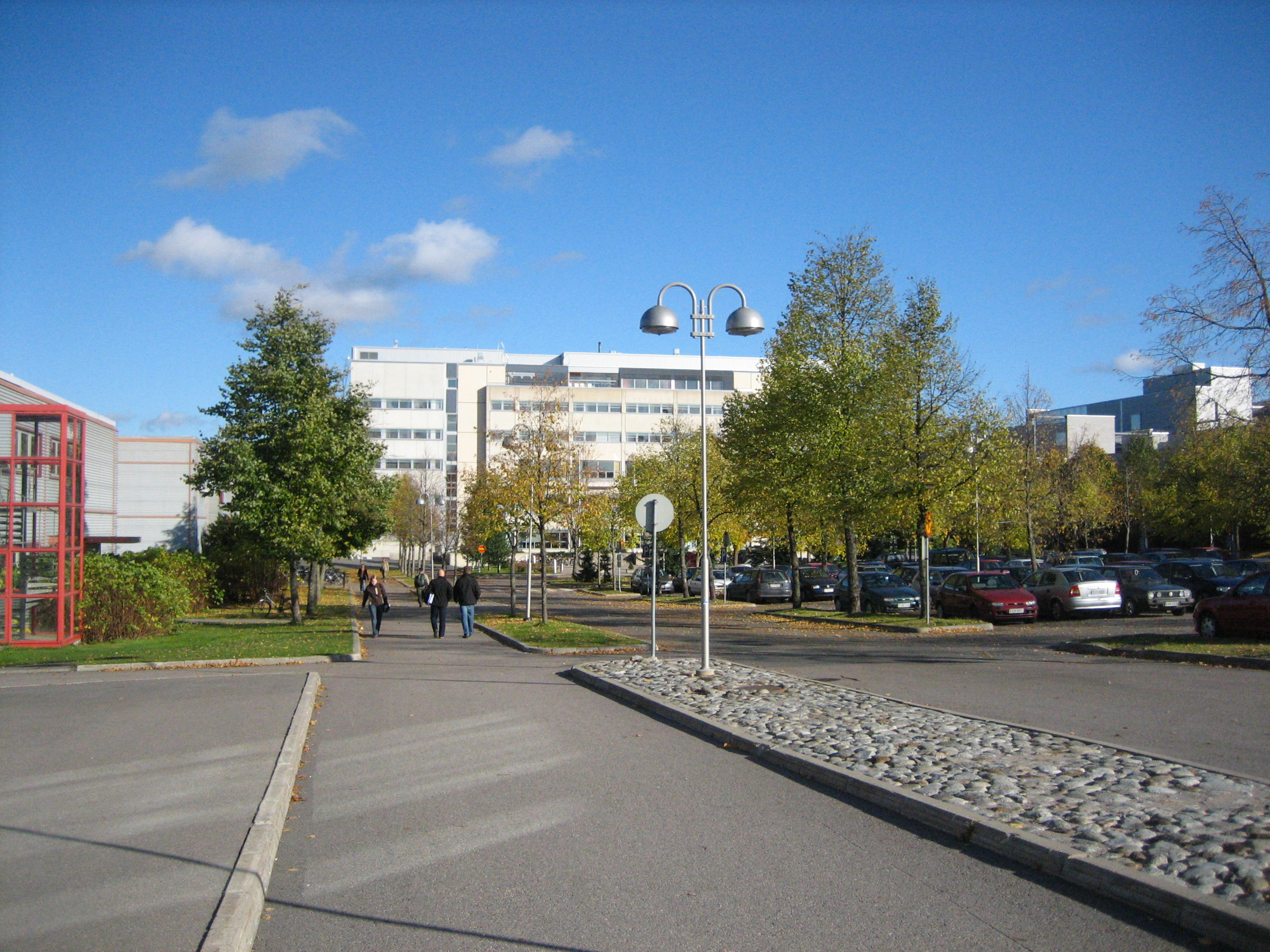
校园

坦佩雷理工大学（芬蘭語：Tampereen teknillinen yliopisto，英语简称为“TUT”）曾是芬兰第二大的理工大学，位于坦佩雷市东南部的赫尔万塔区（Hervanta）。
坦佩雷理工大学创建于1965年，其前身是赫尔辛基理工大学的一个分部，于1972年成为独立的大学，于2010始大学转变为基金会形式运作。2019年1月1日，坦佩雷理工大学与坦佩雷大学合并成立新的坦佩雷大学。
截止2012年，统计数据表明该校有1904名员工，各类教授教师为412名。约占总人数的22%。另聘有大量研究员（777名，41%）和研究/教学助理（379，20%）。学校内2012年共有10389名学生（其中约8789名本科和硕士生，1600名博士研究生）。
信号处理、逆问题、光电子和生物工程（水处理、微生物）为坦佩雷理工大学最为出名的研究领域。其中前三者被评为芬兰的优秀研究中心（Finnish Center of Excellence）。信号处理系在欧洲享有盛名，有3位 IEEE fellow（Jaakko Astola，Moncef Gabbouj 和 Tapio Saramäki）以及多位 IEEE senior member。
芬兰教育官方采用的排行榜认为坦佩雷理工大学是全芬兰最佳的理工大学。该校学生就业率超过90%。该校强调工程应用和对社会影响，对芬兰工业界贡献很大。

## 院系设置
商业和建筑环境学院
- 建筑系
- 土木工程系
- 工业管理系
- 信息管理与物流系
- 生产工程系

该学院同时负责管理
- 波里分校区（注：波里是芬兰西部海岸的一个市镇，距离坦佩雷约火车1小时）
- 语言中心
- 职业发展EDUTECH中心

计算与电气工程学院
- 电子和通信工程系
- 信号处理系
- 电气工程系
- 普适计算系

工程科学学院
- 自动化科学与工程系
- 工业设计系
- 智能液压及自动化系
- 材料科学系

商业与科技管理学院
- 商业信息管理与物流系
- 工业管理系
- 语言中心

自然科学学院
- 化学与生物工程系
- 数学系
- 物理系
- 光电研究中心

## 學術
- TUT在全世界50岁以下大学中排名世界第93名[2]
- TUT在QS世界大学排名中位列362[3]
- 其中电子工程处于世界151-200区间[4]